# Włodzimierz Zonn

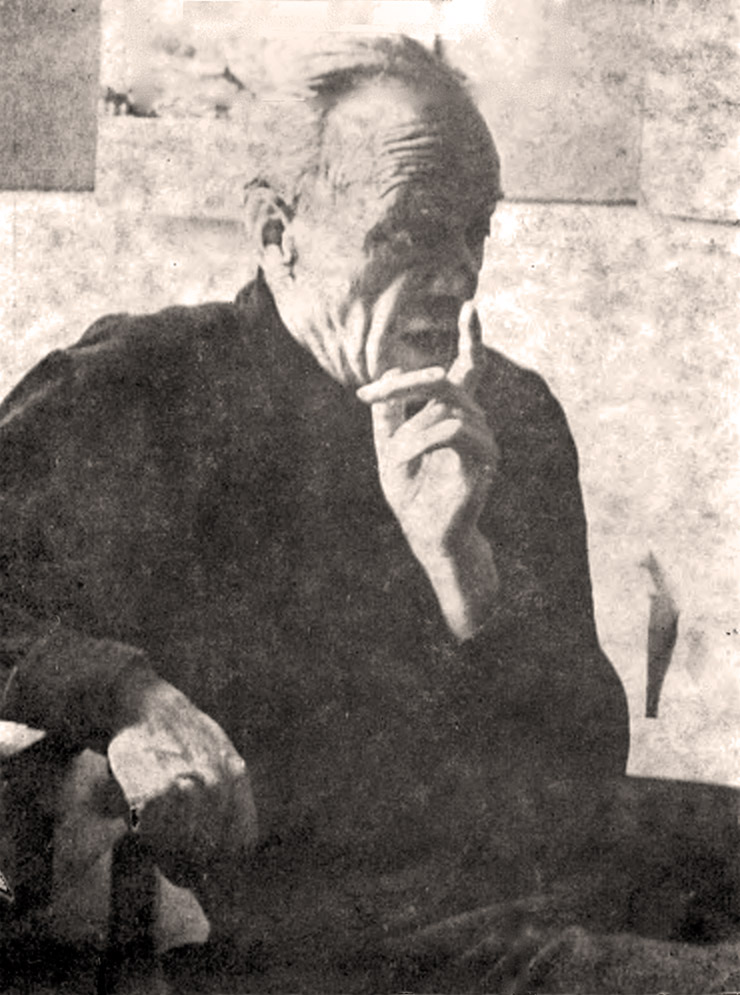
Włodzimierz Zonn

Wlodzimierz Zonn (14 de julho de 1905 — fevereiro de 1975) foi um astrônomo polonês.
Estudou na Universidade de Vilnius, onde foi depois professor.
A partir de 1950 foi diretor do Observatório Astronômico da Universidade de Varsóvia. De 1952 a 1955 e 1963 a 1973 foi diretor da Sociedade Astronômica da Polônia.